# Маца (Болгарія)
Ма́ца (болг. Маца) — село в Старозагорській області Болгарії. Входить до складу общини Раднево.

## Населення
За даними перепису населення 2011 року у селі проживали 99 осіб.
Національний склад населення села:
| Національність   | Кількість осіб | Відсоток |
| ---------------- | -------------- | -------- |
| болгари          | 89             | 89,9%    |
| цигани           | 10             | 10,1%    |
| Всього відповіли | 99             |          |

Розподіл населення за віком у 2011 році:
Динаміка населення: